# جين كوبدن
إيما جين كاثرين كوبدن (بالإنجليزية: Jane Cobden)‏ (28 أبريل 1851 - 7 يوليو 1947)، المعروفة باسم جين كوبدن، كانت سياسية بريطانية ليبرالية وكانت ناشطة في العديد من القضايا الجذرية في أواخر القرن التاسع عشر وأوائل القرن العشرين. وهي ابنة المصلح الفيكتوري ورجل الدولة ريتشارد كوبدن، وكانت من المؤيدين الأوائل لحقوق المرأة، وعام 1889 كانت واحدة من اثنين من النساء المنتخبات في افتتاحية مجلس مقاطعة لندن. وكان انتخابها مثيرا للجدل؛ من حيث التحديات القانونية لأهليتها له، وقد أعاقها ذلك في نهاية المطاف ومنعها من القيام بدور المستشار.
منذ شبابها سعت جين كوبدن، جنبا إلى جنب مع أخواتها، إلى حماية وتطوير تركة والدها. وقالت انها لا تزال ملتزمة طوال حياتها إلى «نظرية حرية المقايضة» وقضايا الإصلاح الزراعي، والسلام، والعدالة الاجتماعية، وكانت مدافعة متسقة من أجل الاستقلال الايرلندي. المعركة من أجل إقتراع المرأة على قدم المساواة مع الرجل، والتي قالت انها قدمت الالتزام الأولى لها في عام 1875، وكان هذا السبب هو الأكثر ديمومة. على الرغم من أنها كانت متعاطفة وداعمة لتلك، بما في ذلك شقيقتها آن كوبدن ساندرسون، التي اختارت حملتها باستخدام أساليب متشددة وغير قانونية، وقالت انها أبقت أنشطتها الخاصة في إطار القانون. بقيت في الحزب الليبرالي، على الرغم من الخلاف العميق لها مع موقفها من قضية حق الاقتراع.
بعد زواجها من الناشر توماس فيشر أونوين في عام 1892، سعت جين كوبدن إلى توسيع مجالات اهتماتها إلى الحقل الدولي، ولا سيما النهوض بحقوق السكان الأصليين داخل الأقاليم المستعمرة. باعتبارها مناهضة للإمبريالية عن قناعة أنها عارضت حرب البوير من 1899-1902، وبعد إنشاء اتحاد جنوب أفريقيا في عام 1910 فقد هاجمت بدايات سياسات الفصل العنصري. في السنوات التي سبقت الحرب العالمية الأولى انها تعارض توجهات جوزيف تشامبرلين الصليبية، وسعت إصلاح التعريفة الجمركية على أساس التجارة الحرة، وهي مبادئ والدها، وكان لها بارزا في نهضة الحزب الليبرالي لقضية إستصلاح الأراضي. في 1920 تقاعدت من الحياة العامة إلى حد كبير، وقدمت في عام 1928 Cobdenism إقامة أسرة كوبدن القديمة، دانفورد، لجمعية كوبدن التذكارية كما يعد مركز مؤتمرات والتعليم مخصصا للقضايا والأسباب التي قد حددت.

## السنوات المبكرة

### الخلفية العائلية والطفولة
ولدت جين كوبدن في 28 نيسان 1851 في ستبورن تراس، لندن. كانت الابنة الثالثة والطفل الرابع لريتشارد كوبدن، الذي كان في وقت ولادتها من الراديكاليين وعضو البرلمان من أجل وست رايدنج. مع جون برايت الذي كان قد شارك في تأسيس قانون دوري لمكافحة الذرة التي في 1840 قد قاد حملة ناجحة لإلغاء قوانين الذرة. وكانت والدة جين آن كاترين، نيي وليامز، وهي ابنة لتاجر الأخشاب من ماتشينليث في ويلز؛ كان الأطفال الأكبر سنا كوبدن ريتشارد («ديك»)، مواليد 1841 ؛ كيت، من مواليد 1844 ؛ وإلين، من مواليد 1848 يليه ابنتان مزيد جين: آن، من مواليد عام 1853، ولوسي، ولدت عام 1861.

## الحملات المبكرة

### الاقتراع النسائي
من 1870 في وقت متأخر بدأت الأخوات كوبدن متابعة مسارات مختلفة. تزوجت آن من توماس ساندرسون في عام 1882 ؛ وبوحى من صداقاتها ضمن دائرة موريس، تحولت مصالحها تجاه الفنون والحرف اليدوية، وفي نهاية المطاف إلى الاشتراكية. بعد فشل زواجها من سيكرت، أصبحت إلين روائية. أصبح جين ليبرالية نشطة، على الجناح الراديكالي في الحزب. في حوالي 1879 أصبحت عضوا في الجمعية الوطنية لمنح المرأة حق الانتخاب، التي كانت قد تأسست في عام 1867 في أعقاب «عريضة السيدات» عام 1866 . انضمت جين إلى اللجنة المالية في الجمعية الوطنية، 1880 وكانت تشغل منصب أمين الصندوق لها. تلك السنة كانت أحد المتحدثات في «المظاهرة الكبرى» في قاعة سانت جيمس، في لندن، وقد نظمت السنة التالية اجتماعا مماثلا في برادفورد. في عام 1883 حضرت مؤتمرا في ليدز، بتنظيم مشترك من قبل الاتحاد الوطني الليبرالي وإتحاد الإصلاح الوطني، حيث إنها تؤيد اقتراح طرحه وليام هنري كرويكى والمعارين بواسطة والتر ماكلارين (ابن شقيق جون برايت)، تمديد التصويت في الانتخابات البرلمانية لبعض النساء الذين «لديهم المؤهلات التي تخول الرجال في التصويت، والآن حق التصويت في جميع المسائل للحكومة المحلية».

### الأنشطة الإنسانية والسياسة والإجتماعية
على الرغم من أن سبب منح المرأة حق التصويت ظل شاغلا رئيسيا لها، على الأقل حتى الحرب العالمية الأولى، كانت كوبدن لها أنشطة في حملات أخرى. في عام 1903 قالت انها دافعت عن مبادئ التجارة الحرة، كما عبر عنها والدها، ضد جوزيف تشامبرلين إصلاح التعريفةحملة صليبية. وكان تشامبرلين قد دعا إلى سياسة الميل الامبراطوري، وفرض الرسوم الجمركية ضد الدول المعارضة لمصالح بريطانيا الإمبراطورية. وفي لقاء مانشستر، أعربت كوبدن عن ثقتها بأن «مانشستر... سوف تقول للسيد تشامبرلين أنه لا يزال مخلصا للعلم القديم: والتجارة الحرة والسلام والنوايا الحسنة بين الدول». في عام 1904، عام الذكرى المئوية لريتشارد كوبدن، قالت انها نشرت إن فورتيس الجياع، التي وصفها أنطوني هاو في مقال السيرة الذاتية بأنها «مسلكا ذكيا وناجحا ببراعة». كان واحدا من عدة كتب للتجارة الحرة والنشرات الصادرة عن الصحافة فيشر أونوين التي، جنبا إلى جنب مع الأحداث الاحتفالية المئوية، ساعدت في تحديد التجارة الحرة باعتبارها سببا رئيسيا تدريجيا من العصر الإدواردي.

## السنوات الأخيرة والوفاة والإرث
بعد عام 1928، كان هاجسها الكبير لجين كوبدن في تنظيم أوراق والدها، والبعض منها قد وضعت في المتحف البريطاني. جمعت في نهاية المطاف، جمعت الأوراق الأخرى، مع غيرها من وثائق أسرة كوبدن، من قبل مكتب سجل مجلس مقاطعة غرب ساسكس في شيشستر  في سن الشيخوخة عاشت بهدوء في Oatscroft، ومنزلها بالقرب من بيت دانفورد، وبعد وفاة زوجها في عام 1935 قدمت عددا قليلا من اللقاءات في الحياة العامة.... خلال 1930، في إطار التوجيه من هيرست، واصل بيت دانفورد التبشير بما يصفه هاو بأنه «الحليب النقي للدين Cobdenian»: الاقتناع بأن في بريطانيا والقارة الأوربية، والسلام والازدهار من شأنهم تطوير الملكية الفردية للتربة. توفيت جين كوبدن، التي يتراوح عمرها حوالى 96 عاما، يوم 7 يوليو عام 1947، في وايت شانجر، وتم تمريضها المنزلى في فيرن هيرست، ساري. في السنوات التي تلت وفاتها جمعت أوراقها وأودعت كجزء من أرشيف الأسرة في شيشستر. في عام 1952 تم نقل بيت دانفورد إلى جمعية الشبان المسيحيين، على الرغم من وظائفها التعليمية العامة فإن المهمة لم تتغير. المنزل يحتوي على العديد من التذكارات من عائلة كوبدن.
هوي يصور جين كوبدن باعتبارها شخصية هائلة، المعروفة من قبل زملاء زوجها حيث يشار إليها باسم «جين»، الذي تولى اهتماما كبيرا وحتى هيمنة على عمل دار النشر. وقالت انها كانت، يقول هاو:، «امرأة من المشاعر والحماس التي تولى (وأحيانا بسرعة انخفاضا) يؤدي مع الحريق الذي لا يطيق أي معارضة». وفي مقال على الأخوة كوبدن، لمؤرخ النساء وملاحظات سارة ريتشاردسون على مسارات مختلفة اختاره الأخوات اللاتى يمكن من خلالهم إستغلال تركة والدهما إلى الأمام: «أظهرت أنشطة جين أنه لا يزال من الممكن اتباع أجندة راديكالية داخل رعاية ليبرالية». ريتشاردسون يشير إلى أن الإنجاز الرئيسي لجين وأخواتها كان للتأكد من أن اسم كوبدن، مع الجمعيات الراديكالية والتقدمية، نجح في التوغل إلى القرن 20. «وبذلك»، يخلص ريتشاردسون، إللى «أنها أثبتت وجودهم كخلفاء جديرين باسم أبيهم، وضمان أن مساهمته لم تستمر فقط، ولكن شكلت عصرا جديدا».